# Sověti
Sověti (rusky сове́тский наро́д, sovétskij naród) byli občané a státní příslušníci Sovětského svazu. Toto demonymum bylo v ideologii země prezentováno jako „nová historická jednota národů různých národností“ (rusky новая историческая общность людей различных национальностей).

## Národnostní politika v Sovětském svazu
V průběhu dějin Sovětského svazu se uplatňovaly různé doktríny a postupy týkající se etnických rozdílů v rámci sovětského obyvatelstva. Menšinové národnostní kultury nebyly nikdy zcela zrušeny. Místo toho sovětská definice národních kultur vyžadovala, aby byly „socialistické obsahem a národní formou“, což byl přístup, který se používal k prosazování oficiálních cílů a hodnot státu. Cílem bylo vždy stmelit národnosti ve společné státní struktuře. Ve dvacátých a na počátku třicátých let 20. století byla politika národnostní delimitace využívána k vymezení oddělených oblastí národní kultury do územně-správních celků a politika korenizace (indigenizace) byla využívána k podpoře zapojení neruských národností do státní správy na všech úrovních a k posílení neruských jazyků a kultur. Koncem 30. let 20. století se však tato politika změnila na aktivnější prosazování ruského jazyka a později na otevřenější rusifikaci, která akcelerovala v 50. letech 20. století,[zdroj?] zejména v sovětském školství. Přestože k určité asimilaci docházelo, nebyla vcelku úspěšná. Pokračující rozvoj mnoha národních kultur v Sovětském svazu vedl v roce 1991 k sepsání nové svazové smlouvy a následnému rozpadu Sovětského svazu.

## Hodnocení výzkumných pracovníků
Hodnocení úspěšnosti vytvoření nového společenství se rozcházejí. Na jedné straně etnolog V. A. Tiškov a další historici soudí, že „při všech sociálně-politických deformacích představoval sovětský lid občanský národ“. Filozof a sociolog B. A. Grušin poznamenal, že sociologie v SSSR „zaznamenala jedinečný historický typ společnosti, který již upadl v zapomnění“. Zároveň podle socioložky T. N. Zaslavské „nevyřešila hlavní úkol spojený s typologickou identifikací sovětské společnosti“.
Někteří z historiků, kteří hodnotili Sovětský svaz jako koloniální říši (sovětské impérium), aplikovali na SSSR myšlenku „vězení národů“. Thomas Winderl napsal: „SSSR se stal v jistém smyslu vězením národů více, než kdy bylo staré impérium.“
V rozhovoru pro Euronews v roce 2011 ruský prezident Dmitrij Medveděv připomněl používání termínu „sovětský lid“ jako „jednotné společenství“ v Sovětském svazu, ale dodal, že „tyto konstrukce byly do značné míry teoretické“.

## Postsovětské Rusko
Na rozdíl od sovětské politiky národní identity, která deklarovala sovětský lid jako nadnárodní společenství, postsovětská ruská ústava hovoří o „mnohonárodnostním lidu Ruské federace“. Myšlenka „ruského národa“ jako společenství všech ruských občanů se od počátku setkávala s odporem.
V prosinci 2010 ruský prezident Dmitrij Medveděv během diskuse ve Státní radě poukázal na absenci celoruské sjednocující ideje jako na problém a navrhl multietnický patriotismus jako náhradu za ideu „sovětského lidu“.